# La Dernière Fanfare
Pour les articles homonymes, voir fanfare (homonymie).
Pour plus de détails, voir Fiche technique et Distribution.
La Dernière Fanfare (titre original : The Last Hurrah) est un film américain réalisé par John Ford, sorti en 1958.
Le film suit Frank Skeffington qui est le maire, vieillissant, d'une petite ville américaine. Il prépare sa réélection. Il convie son neveu Adam (Jeffrey Hunter), journaliste sportif, à suivre de près sa campagne pour cette nouvelle élection. Une campagne qu'il veut traditionnelle, et où il va au contact de ses électeurs. Mais cette Amérique de la fin des années 1950 évolue et la télévision y prend désormais une grande place.

## Synopsis
Dans une ville de la Nouvelle-Angleterre, Skeffington se présente pour un cinquième mandat de maire. Il est sorti de la pauvreté dans un ghetto irlandais et est habile à utiliser le pouvoir de sa fonction et une énorme machine politique de talonneurs de quartiers pour recevoir le soutien de sa base catholique irlandaise et d'autres groupes démographiques. Cependant, les rumeurs de corruption et d'abus de pouvoir sont nombreuses et l'évêque protestant Gardner, l'éditeur de journaux Amos Force, le banquier Norman Cass et d'autres membres de l'élite traditionnelle de la ville que les catholiques irlandais ont remplacés s'opposent à Skeffington, tout comme le cardinal catholique Martin Burke, ami d'enfance de Skeffington. Face à ce dernier se présente Kevin McCluskey, un jeune avocat catholique et vétéran de la guerre sans expérience politique.
Adam Caulfield, un rédacteur sportif pour le journal de Force, est le neveu de Skeffington. Son beau-père, Roger Sugrue, fait partie de ceux qui s'opposent à Skeffington, même si Sugrue a grandi dans le même immeuble que Skeffington et Burke. Le maire invite Caulfield à observer en personne ce qui sera sa dernière élection pour documenter la politique urbaine avant que la radio et la télévision ne changent complètement les campagnes. Skeffington préfère la politique à l'ancienne en allant sur le terrain et assister à de nombreux rassemblements, déjeuners, dîners et discours avec le peuple. Son influence est telle que lorsque Skeffington assiste à la veillée funèbre d'un vieil ami impopulaire, des centaines de personnes se précipitent pour être présentes. Dégoûté par la façon dont la veillée funèbre devient un autre événement politique, Caulfield s'en va mais un des hommes du maire lui explique cependant que Skeffington était présent pour attirer les personnes en deuil afin d'encourager la veuve, à laquelle Skeffington a secrètement fait un don de 1 000 dollars.
Après que la banque de Cass a refusé un prêt à la ville pour la construction d'un nouveau lotissement social, Skeffington envahit le club exclusif de Plymouth pour le confronter, ainsi que Force, l'évêque et d'autres membres de l'élite. Le maire menace d'embarrasser publiquement la famille de Cass en nommant son fils un peu idiot au poste de commissaire aux incendies. Le banquier est contraint d'approuver le prêt mais promet de verser de grosses sommes d'argent pour vaincre Skeffington. La campagne de McCluskey organise une série de publicités télévisées, mais son ineptie déçoit à la fois le cardinal et l'évêque. Le soir des élections, les hommes de Skeffington s'attendent à une nouvelle victoire mais McCluskey bat de façon inattendue le maire sortant et sa machine politique. Alors que ses hommes se disputent sur les raisons de l'échec de leurs tactiques habituelles impliquant de grandes quantités d''argent, Skeffington les réprimande comme s'il n'était pas au courant de leurs actions. Il déclare avec confiance à la télévision qu'il va se présenter au poste de gouverneur de l'état, mais il est victime d'une crise cardiaque le soir même. Une foule nombreuse vient rendre hommage à l'invalide. Après la dernière confession de Skeffington, le cardinal, Caulfield, Sugrue et les hommes du maire sont à son chevet.
Lorsque Sugrue suggère que le patient revivrait sa vie différemment, Skeffington reprend suffisamment conscience pour répondre "Comme l'enfer, je le ferais" avant de mourir.

## Fiche technique
- Titre original : The Last Hurrah
- Réalisation : John Ford
- Scénario : Frank S. Nugent d'après le roman The Last hurrah d'Edwin O'Connor
- Photographie : Charles Lawton Jr.
- Montage : Jack Murray
- Direction artistique : Robert Patterson
- Décors : William Kiernan
- Costumes : Jean Louis
- Production : John Ford
- Société de production et de distribution : Columbia Pictures
- Pays de production : américain
- Langue : Anglais
- Format : Noir et blanc — 35 mm — 1,37:1 — Son : Mono (RCA Sound Recording)
- Genre : Film dramatique
- Durée : 121 minutes
- Dates de sortie : 
  - États-Unis : 24 octobre 1958 (New York)
  - France : 31 décembre 1958

## Distribution
- Spencer Tracy (VF : Serge Nadaud) : le maire Frank Skeffington
- Jeffrey Hunter (VF : Roger Rudel) : Adam Caulfield
- Dianne Foster (VF : Joëlle Janin) : Mave Caulfield
- Pat O'Brien (VF : Paul Bonifas) : John Gorman
- Basil Rathbone (VF : Marc Valbel) : Norman Cass Senior
- Donald Crisp (VF : Abel Jacquin) : le cardinal Martin Burke
- James Gleason (VF : Émile Drain) : Cuke Gillen
- Edward Brophy : Ditto Boland
- John Carradine (VF : Jean Martinelli) : Amos Force
- Willis Bouchey : Roger Sugrue
- Basil Ruysdael (VF : Jacques Berlioz) : l’évêque Gardner
- Ricardo Cortez (VF : Jean-Henri Chambois) : Sam Weinberg
- Wallace Ford : Charles J. Hennessey
- Jane Darwell : Delia Boylan
- O. Z. Whitehead : Norman Cass Junior
- William Leslie : Dan Herlihy
- Bob Sweeney : Johnny Degnan

Et, parmi les acteurs non crédités :
- James Flavin : le capitaine de police Michael J. Shanahan
- William Henry : un préposé aux urnes
- Edmund Lowe : Johnny Byrne
- Frank Sully : le lieutenant des pompiers
- Charles Trowbridge : un membre du Plymouth Club
- Helen Westcott : Mme McCluskey

## Éditions vidéo
La Dernière Fanfare est sorti en combo DVD/Blu-ray + livre chez Sidonis Calysta le 20 octobre 2020, avec en supplément des présentations de Jean-François Rauger, Patrick Brion et Jean-Baptiste Thoret, un documentaire sur John Ford réalisé par Lindsay Anderson (43'), en plus du livre de 88 pages signé Gérard Camy sur la genèse du film.

## Réception
Lors de sa sortie, ce film est jugé comme « gris et mou » par Jean de Baroncelli. Plus tard, cette œuvre préférant les actions du parti démocrate à celle des républicains, le catholicisme au protestantisme et les campagnes électorales basées sur les relations humaines à celles utilisant la télévision est considérée comme le testament politique de John Ford. Réunissant dans la distribution et dans l'équipe technique de nombreux anciens collaborateurs de John Ford, elle est aussi considérée comme un adieu artistique.

## Autour du film
Le tournage a eu lieu du 24 février au 24 avril 1958. Avec un budget de 2 318 950 dollars et seulement 1 200 000 dollars de recettes aux États-Unis, le film ne fut pas un succès commercial[réf. nécessaire].
Un remake a été tourné pour la télévision en 1977 par Vincent Sherman.
Pour le personnage du maire, Ford avait aussi pensé à Orson Welles, James Cagney et Ward Bond.